# Ленточники и пеструшки

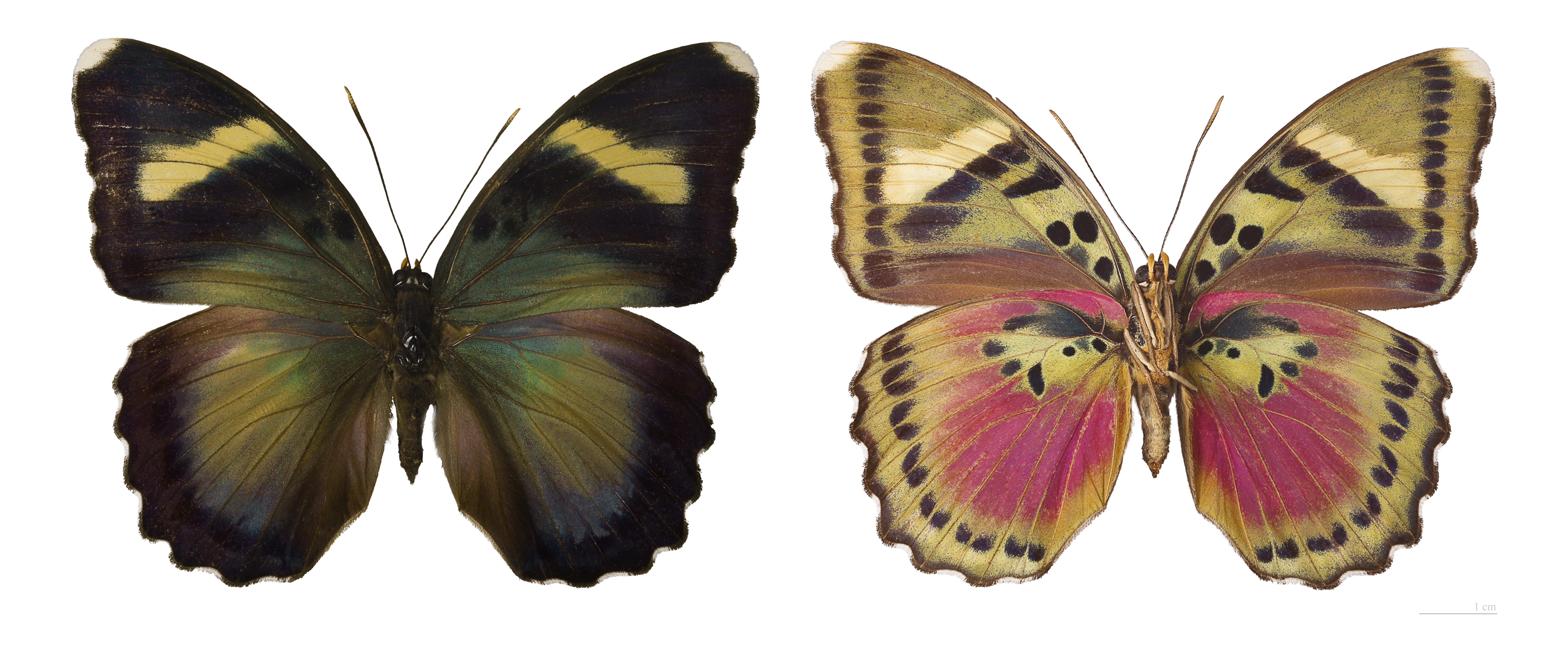
Adoliadini — Euphaedra (Xypetana) xypete

Ленточники и пеструшки (лат. Limenitinae) — подсемейство бабочек из семейства нимфалид. В это подсемейство входят четыре трибы и 47 рода. Иногда это подсемейство совмещают с подсемейством библидиновых (Biblidinae); иногда оно входит как триба в подсемейство настоящих нимфалид (Nymphalinae) и как подтриба в трибу Limenitidini.

## Описание
Бабочки средних и крупных размеров, обычно с яркой окраской крыльев. Голова с голыми глазами (без волосков). Губные щупики всегда покрыты волосками. Усики имеют постепенно утолщающуюся или веретеновидную булаву. Центральная ячейка на верхних крыльях может быть замкнутой, либо нет. Центральная ячейка на задних крыльях всегда не замкнутая. На передних крыльях жилки R1, R2 не ветвятся и берут начало от центральной ячейки. R3, R4, R5 имеют общий ствол, который также начинается от центральной ячейки. К костальному (переднему) краю переднего крыла выходят жилки R1 и R2, R3 выходит к вершине, а R4, R5 — к внешнему краю.

## Классификация
Триба Adoliadini Doubleday, 1845
- Abrota Moore, 1857
- Aterica Boisduval, 1833
- Bassarona Moore, 1897
- Bebearia Hemming, 1960
- Catuna Kirby, 1871
- Cynandra Schatz, 1887
- Dophla Moore, 1880
- Euphaedra Hübner, 1819
- Euptera Staudinger, 1891
- Euriphene Boisduval, 184
- Euryphaedra Staudinger, 189
- Euryphura Staudinger, 1891 — иногда этот род представляется подродом рода Euriphene.
- Euthalia Hübner, 1819
- Euthaliopsis van de Polle, 189
- Hamanumida Hübner, 1819
- Harmilla Aurivillius, 189
- Lexias Boisduval, 183
- Neurosigma Butler, 1868
- Pseudargynnis Karsch, 1892
- Pseudathyma Staudinger, 1891
- Tanaecia Butler, 1869

Триба Limenitidini Behr, 1864
- Adelpha Hübner, 1819
- Athyma Westwood, 1850 — Атимы
- Auzakia Moore, 1898
- Cymothoe Hübner, 1819
- Harma Doubleday, 1848
- Kumothales Overlaet, 1940
- Lamasia Moore, 1898
- Lebadea C. Felder, 1861
- Lelecella  Hemming, 1939
- Limenitis Fabricius, 1807 — Ленточники
- Litinga Moore, 1898
- Moduza Moore, 1881 — иногда его виды относятся к роду Limenitis.
- Pandita Moore, 1858
- Parasarpa Moore, 1898
- Patsuia Moore, 1898
- Pseudacraea Westwood, 1850
- Pseudoneptis Snellen, 1882
- Sumalia Moore, 1898

Триба Neptini Newman, 1870
- Aldania Moore, 1896
- Lasippa Moore, 1898
- Neptis Fabricius, 1807 — Пеструшки
- Pantoporia Hübner, 1819
- Phaedyma C. Felder, 1861

Триба Parthenini Reuter, 1896
- Bhagadatta Moore, 1898
- Parthenos Hübner 1819 — Партеносы